# Budimlja
Budimlja (en serbe cyrillique : Будимља) est un village du nord-est du Monténégro, dans la municipalité de Berane.

## Démographie

### Évolution historique de la population
| 1948 | 1953 | 1961  | 1971  | 1981  | 1991  | 2003  |
| ---- | ---- | ----- | ----- | ----- | ----- | ----- |
| 895  | 875  | 1 210 | 1 450 | 1 465 | 1 464 | 1 694 |